# Navire frigorifique

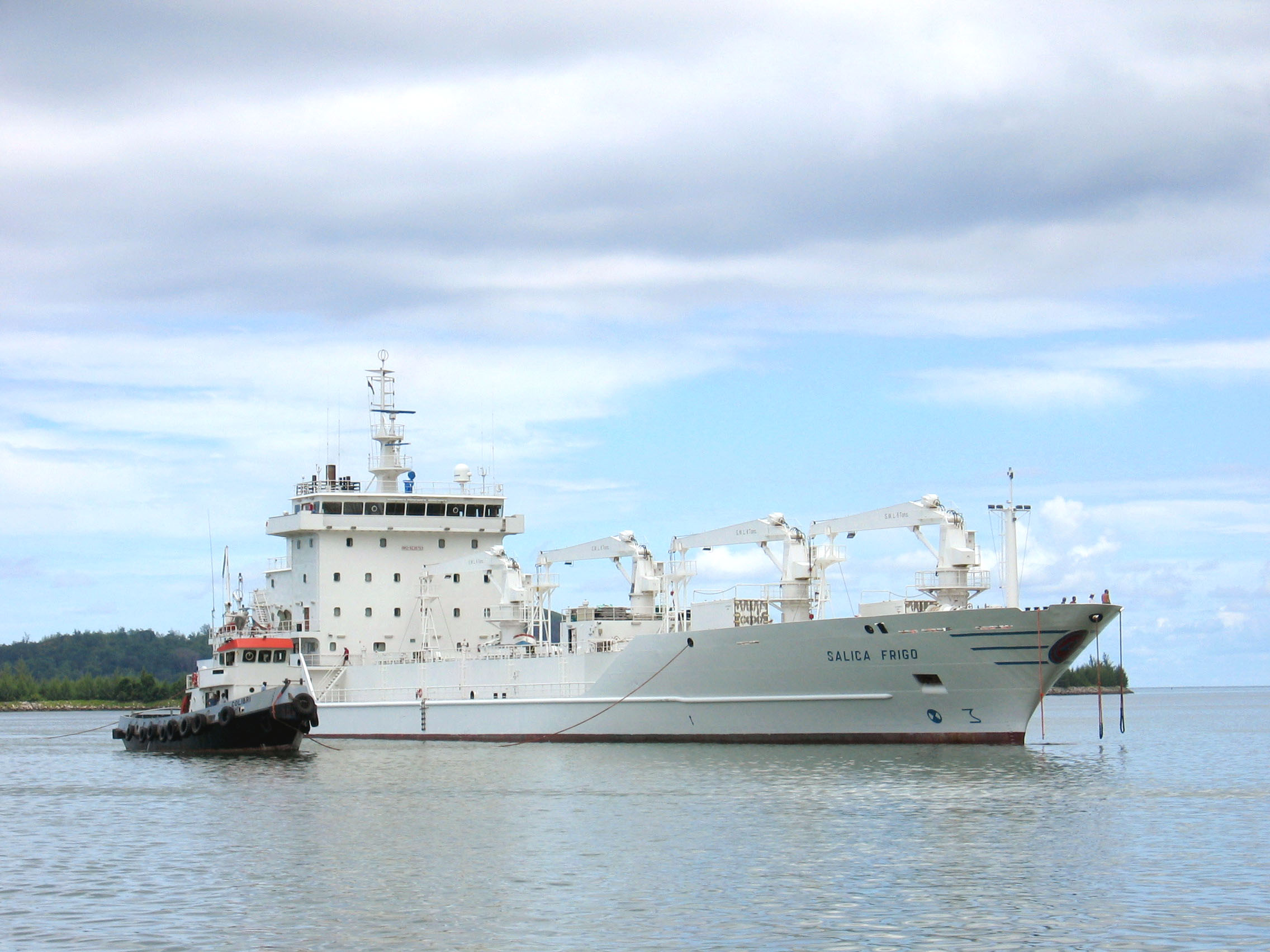
Le Salica Frigo de 7000 tonnes de port en lourd en opérations d'accostage.

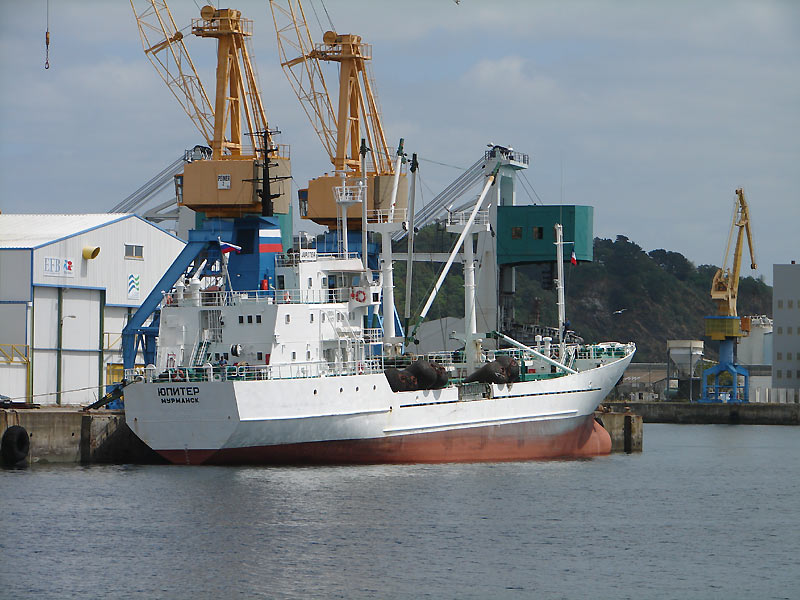
Le navire congélateur Yupiter russe de 2000 tonnes.

Un navire frigorifique est un navire de charge transportant des produits périssables et exigeant une certaine réfrigération et ventilation durant leur transport, comme les fruits ou la viande. Ils incluent de nombreux systèmes de réfrigération et sont souvent rapides.
On les appelle également reefers, contraction de l'anglais refrigerated ships ou refrigerator ships, ou encore polythermes quand ils peuvent transporter des produits à différentes températures.

## Histoire
En France, sous l'ancien Régime, les princes raffolaient des produits de la mer. Des poissons, des coquillages étaient transportés à la capitale par voie fluviale ; les cuisiniers « attendaient la marée ». Les bateaux qui remontaient la Seine et l'Oise n'étaient pas réfrigérés. Aussi le poisson transporté devait être consommé immédiatement. Les poissons étaient en général salés avant d'être transportés. Certains faisaient l'objet d'un commerce européen comme les harengs de la Baltique. Le transport de viande avait lieu sous forme de bêtes sur pied ou de viande salée. 

### XIXesiècle: les pionniers
Si certains navires de charge transportaient des denrées périssables dès le XIXe siècle, leur acheminement à bon port était cependant limité par l'absence de réfrigération : les navires disposaient de longs ponts intermédiaires largement ventilés, et circulaient principalement dans des zones tempérées mais pas seulement, la viande d'Argentine et d'Uruguay devant traverser les zones équatoriales. En l'absence de système frigorifique, la viande était transformée en bouillon ou en conserves avant de traverser l'Atlantique. Le premier navire doté d'un système de réfrigération embarqué est vraisemblablement le Frigorifique, un ancien feeder de 650 tjb appelé Eboe appartenant à Elder Dempster Lines en service en Afrique de l'Ouest. Doté de trois systèmes de réfrigération fonctionnant à l'éther méthylique et conçus par Charles Tellier, il est rebaptisé et transporte en 1876 un chargement de viande d'Argentine vers la France   ; le premier navire frigorifique est né.
Ce voyage n'est cependant pas satisfaisant ; c'est le navire Paraguay, doté de meilleurs équipements réalisés en collaboration avec l'ingénieur Ferdinand Carré, qui transporte l'année suivante 150 tonnes de viande avec succès pendant 50 jours. Les ingénieurs écossais Henry et John Bell et l'anglais Joseph Coleman développent de leur côté la machine Bell-Coleman peu après, qui est installée sur le paquebot Circassia. Celui-ci transporte un chargement de bœuf des États-Unis en Grande-Bretagne en 1879, suivi peu après du cargo Strathleven transportant du beurre et de la viande d'Australie en Europe avec le même genre de machine ; elle sera aussi reprise sur le voilier Dunedin pour le premier transport de viande congelée en 1882 depuis la Nouvelle-Zélande. Peu après, c'est le navire Orient (le plus grand navire au monde à l'époque après le Great Eastern qui est doté d'une telle machine, renommée « machine Haslam » d'après Alfred Haslam (en), qui a racheté les brevets.
La réfrigération au CO2, développée en 1890 par Franz Windhausen, est installée sur le Highland Chief de la Nelson Line. À la fin du siècle, plus de 350 navires dotés de systèmes de réfrigération sont en opération dans le monde ; 37 % utilisent des machines à air, 37 % des compresseurs à ammoniac et 25 % des compresseurs à CO2. Les principales routes partent de l'Amérique du Sud et en particulier de l'Argentine, ainsi que de l'Australie et la Nouvelle-Zélande, vers l'Europe et en particulier le Royaume-Uni, et la viande reste la principale marchandise, faisant la fortune des pays du Cône.

### XXesiècle: l'expansion
Les premiers bananiers apparaissent en 1901, le Port Morant de 2 831 tjb étant le premier d'une série de trois navires commandés par Elder Dempster. Les machines à CO2 permettent non seulement d'abaisser la température mais aussi de la contrôler plus finement, ce qui est essentiel aux bananes car elles noircissent quand il fait trop froid. Au début du XXe siècle commence ainsi une ruée vers les fruits tropicaux : 460 navires disposent d'un système de réfrigération fin 1902, d'après la Lloyd's, dont une grande partie sous pavillon britannique, opérant surtout au sein de l'empire britannique. Les compagnies des années 1920 et 1930 sont la New Zealand Shipping Company, Shaw Savill & Albion et la Blue Star Line. Celle-ci installe les premiers systèmes de réfrigération sur des navires à passagers.
Pendant la Seconde Guerre mondiale, les navires frigorifiques sont recherchés en raison de leur grande vitesse par rapport aux autres cargos, leur permettant d'amener des ravitaillements et des munitions plus rapidement. Mais ils s'enflamment aussi plus facilement en raison de leur isolation en liège et des parois en bois : après la guerre, l'isolation est remplacée par de la laine de verre et les parois par de l'aluminium. Le commerce reprend, les navires s'agrandissent (passant de 150 à 250 000 pieds cubes) et deviennent plus rapides (de 15 à 18 nœuds en moyenne au début des années 1950).

### L'âge d'or et le déclin
Les années 1950 et 1960 marquent « l'âge d'or » des navires frigorifiques, alors que le commerce des fruits tropicaux et de la viande continue de se développer, notamment entre les Amériques. Peints en blanc pour réfléchir la lumière et donc la chaleur, aux lignes élancées évoquant la vitesse, ils sont régulièrement décrits comme « les navires de commerce les plus rapides et les plus gracieux qui existent » et deviennent une référence en matière d'esthétique pour les architectes navals. Leur grande vitesse les rend attrayants pour le transport de passagers, et ce sont souvent les plus luxueux des cargos emportant des passagers.
Avec les années 1970 commence l'arrivée des porte-conteneurs et des conteneurs réfrigérés, dont les avantages en termes de manutention et de transport multimodal ont entraîné la suprématie actuelle. Le nombre de navires frigorifiques a atteint son apogée au début des années 1990, et depuis seuls quelques reefers « purs » sont construits chaque année, alors que les porte-conteneurs (tant réfrigérés que polyvalents) prennent leur place.
Leur taille continue à augmenter jusqu'à l’Ivar Reefer (actuellement Ivar Lauritzen, avec trois sister-ships Ditlev Lauritzen, Jorgen Lauritzen et Knud Lauritzen) de 1990, construit pour Lauritzen Reefers, avec une capacité de plus de 758 700 pieds cubes. S'il reste le plus grand navire réfrigéré « pur », il a été surpassé par les porte-conteneurs et notamment par le Dole Chile de Dole Fresh Fruit International, pouvant transporter 2 000 EVP soit une capacité de deux millions de pieds cubes de volume utile ; il est le navire avec la plus grande capacité frigorifique en opération.

## Utilisation actuelle

### Types de navires

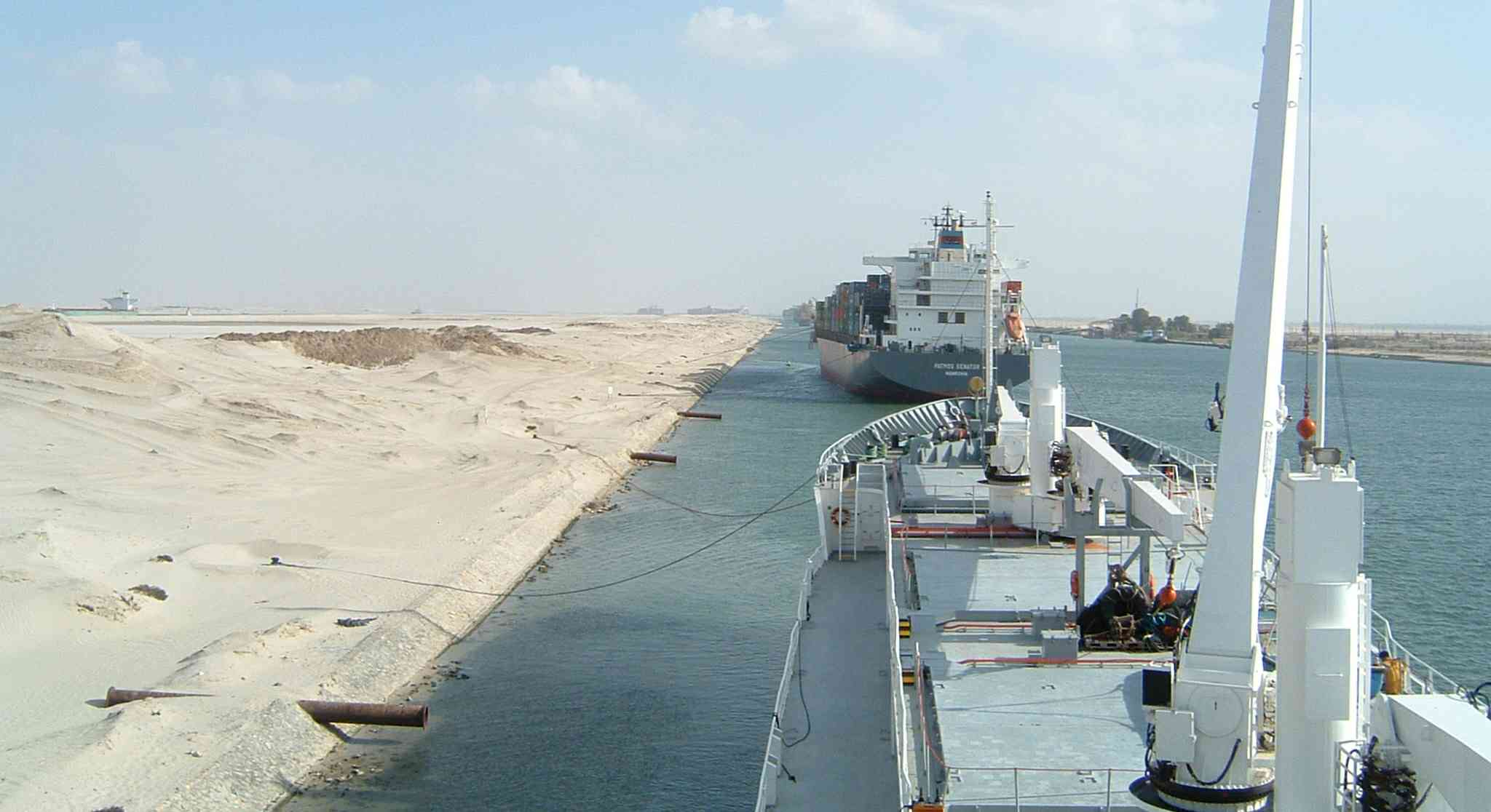
Vue de la passerelle d'un reefer dans le canal de Suez, derrière un porte-conteneurs.

De nos jours, on distingue trois grands types de navires réfrigérés : 
- les porte-conteneurs réfrigérés, ne transportant que des conteneurs sur le pont et dans les cales, tous dotés d'un moyen de réfrigération ;
- les transporteurs de jus de fruits, qui sont essentiellement des navires-citernes pouvant conserver une certaine température dans leurs cuves ;
- les navires frigorifiques « classiques » : s'ils ne sont pas les plus grands, ils représentent l'essentiel du tonnage des navires frigorifiques. À l'intérieur de cette catégorie, on distingue encore trois groupes selon le mode de chargement ou la température :
  - chargement dans de grandes cales à la manière des vraquiers ;
  - congélateurs : pour le transport de poisson et autres denrées congelées ;
  - chargement par palettes : dans ce cas, le navire est arrangé pour recevoir des denrées amenées sur palettes, quelquefois par l'intermédiaire de portes latérales.

Les porte-conteneurs réfrigérés sont assez récents, construits depuis la fin des années 1990. Ils reprennent l'architecture des porte-conteneurs de taille moyenne, avec l'ajout de prises de courants pour brancher le système de réfrigération. Leur capacité varie entre 700 et 2000 EVP. Les transporteurs de jus de fruits ont été construits depuis les années 1980, mais très peu ont été construits à ce jour ; leur capacité va de 280 à 440 000 pieds cubes.
| Pays                   | Navires |
| ---------------------- | ------- |
| Panama                 | 299     |
| Bahamas                | 114     |
| Liberia                | 76      |
| Russie                 | 54      |
| Malte                  | 43      |
| Saint-Vincent          | 38      |
| Thaïlande              | 32      |
| Chine                  | 30      |
| Antilles néerlandaises | 28      |
| Îles Caïmans           | 23      |
| Cambodge               | 19      |
| Pays-Bas               | 19      |
| Corée du Sud           | 17      |
| Royaume-Uni            | 17      |
| Chypre                 | 15      |
| Philippines            | 15      |
| Lituanie               | 14      |
| Bermudes               | 13      |
| Antigua-et-Barbuda     | 12      |
| Belize                 | 12      |
| Ukraine                | 11      |
| Singapour              | 10      |
| Norvège                | 9       |
| Honduras               | 8       |
| Danemark               | 7       |
| Taïwan                 | 7       |

| Type de navire                     | Pourcentage de la capacité mondiale | Pourcentage de la capacité mondiale |
| Type de navire                     | 1990                                | 2000                                |
| ---------------------------------- | ----------------------------------- | ----------------------------------- |
| Congélateurs                       | 40 %                                | 23 %                                |
| Porte-conteneurs réfrigérés        | 3 %                                 | 5 %                                 |
| Transporteurs de palettes          | 23 %                                | 61 %                                |
| Transporteurs en vrac              | 33 %                                | 8 %                                 |
| Autres (dont transporteurs de jus) | 1 %                                 | 3 %                                 |
| Nombre total de navires            | 1237                                | 1178                                |

Entre 1 100 et 1 200 navires frigorifiques sont en opération actuellement, dont 900 reefers « purs », 200 congélateurs et 15 reefers palettes. En 2000, la flotte était relativement jeune, avec 45 % des navires ayant moins de 15 ans et 66 % ayant moins de 20 ans ; cependant, avec environ 15 unités construites chaque année, la flotte va probablement vieillir. Les reefers « classiques » étaient répartis à peu près équitablement entre 100 et 500 000 pieds cubes, avec environ 160 navires de plus de 500 000 pieds cubes. À ces chiffres peuvent être ajoutés les cargos polyvalents dotés de moyens de réfrigération : prises de courants pour conteneurs, voire une des cales entièrement réfrigérée.
En 1999, la flotte mondiale des navires réfrigérés totalisait 7 millions de tonnes de jauge brute, une baisse de 2,3 % par rapport à l'année précédente. En termes de capacité, la flotte actuelle a une capacité de l'ordre de 310 millions de pieds cubes, contre 390 en 1994. Ce tonnage était immatriculé à 80 % sous un pavillon de complaisance (la plus forte proportion par rapport aux autres types de navires de commerce), et 12 % dans les pays de l'OCDE.

### Routes employées, cargaisons transportées
Les navires frigorifiques sont employés à la fois en tramping (par exemple pour des fruits saisonniers) et sur des routes régulières (par exemple, les bananes entre l'Amérique Centrale et l'Europe). La plupart des routes de ces navires sont « à sens unique » dans le sens où le trajet retour se fait sur ballast, sans marchandise. Parfois, un trajet supplémentaire avec un chargement mixte (réfrigéré et non réfrigéré) peut être effectué pour optimiser le rendement : il peut y avoir des conteneurs non réfrigérés, des palettes de sucre ou de grain, des voitures sur le pont, etc.

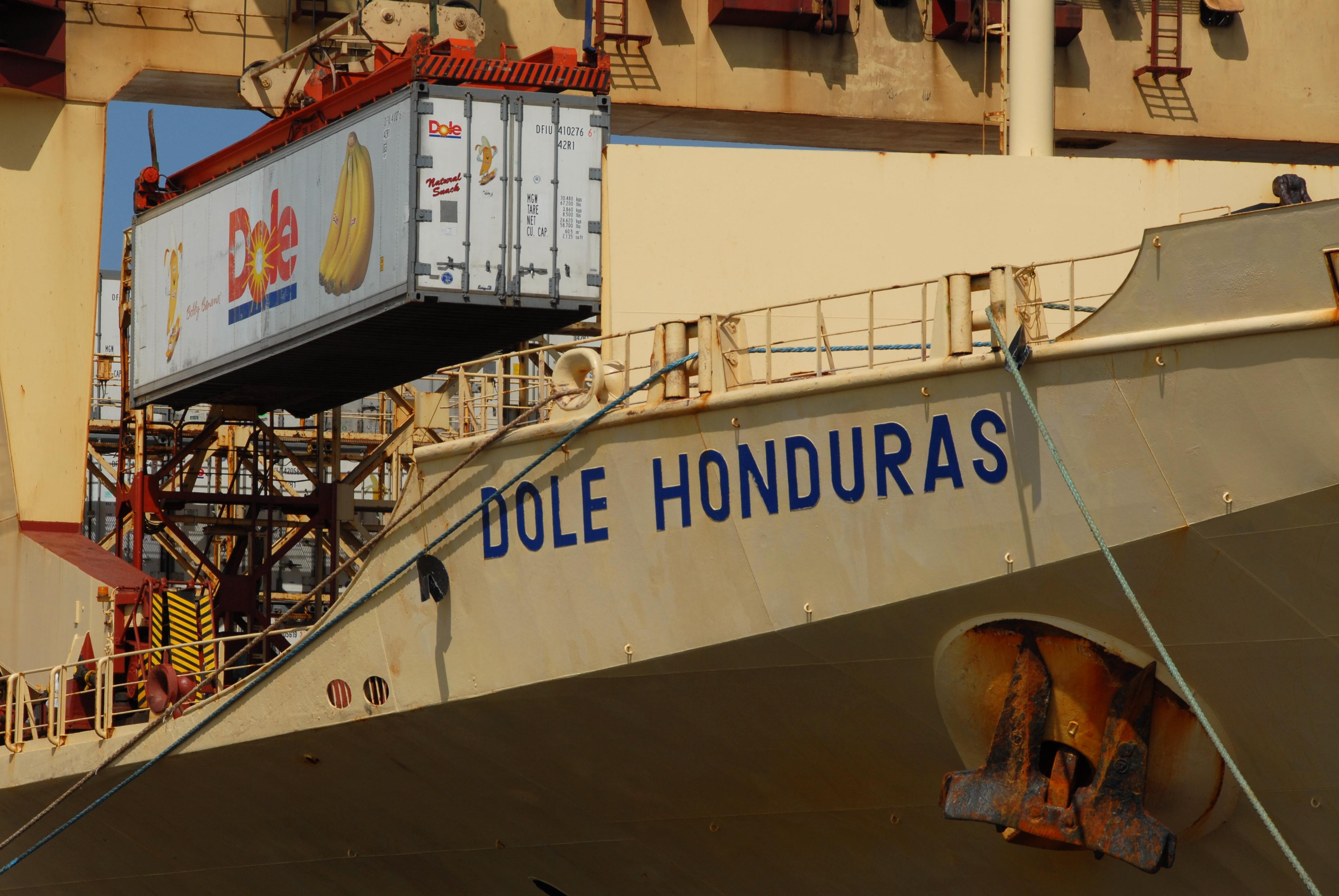
Le Dole Honduras livrant des bananes au port de San Diego.

Les produits transportés sont typiquement des produits exotiques introuvables dans les pays tempérés ; des produits en décalage de saison provenant d'autres zones tempérées ; la viande venant de pays spécialisés dans l'élevage ; les produits de la mer venant de pays voisins ; et différents produits agricoles vers les pays déficients (Russie, Japon, Arabie saoudite…).
Les chargements des navires frigorifiques peuvent être répartis en deux catégories : 
- chargements « vivants », transportés à une température supérieure au point de congélation, par exemple les fruits ;
- chargements « morts », transportés à une température inférieure au point de congélation, comme pour la viande, le beurre, le poisson.

Dans tous les cas, la température de stockage est une donnée fondamentale ; ainsi, pour les bananes, un écart d'un degré peut entraîner un vieillissement prématuré du lot entier. Le tableau ci-dessous indique les principales routes suivant le chargement emporté, ainsi que les températures de stockage.
| Chargement             | Provenances                                                                      | Destinations                                  | Température |
| ---------------------- | -------------------------------------------------------------------------------- | --------------------------------------------- | ----------- |
| Bananes                | Équateur, Venezuela, Caraïbes                                                    | États-Unis, Japon, Europe de l'Ouest          | 13,3 °C     |
| Agrumes                | Afrique du Sud, Maghreb, pays méditerranéens, États-Unis, Nouvelle-Zélande       | Europe de l'Ouest, Japon, Asie du sud, Russie | 4,5 à 9 °C  |
| Pommes, poires         | Argentine, États-Unis, Australie, Méditerranée, Afrique du Sud, Nouvelle-Zélande | Europe de l'Ouest, Asie du Sud-Est            | 0 à 2 °C    |
| Viande                 | Argentine, Uruguay, Australie, Nouvelle-Zélande                                  | Europe de l'Ouest, États-Unis, Japon          | < −20 °C    |
| Poisson                | Pêche en mer                                                                     | Pays variés                                   | < −18 °C    |
| Jus d'orange concentré | Brésil                                                                           | États-Unis, Europe de l'Ouest                 | 12 °C       |

Les produits les plus transportés sont les bananes, représentant 43 % du transport réfrigéré en 2005 (le pourcentage s'exprime par rapport au nombre de tonnes.km) ; suivent le poisson (21 %), les agrumes (11 %), la viande et les produits tempérés (10 % chacun). Les produits exotiques ou les laitages représentent moins de 2 % du transport. En termes de prix, les agrumes viennent en premier, devant les bananes. Le commerce de bananes représentait 15,9 Mt en 2004, dont 10,3 Mt de l'Amérique latine.

### Armateurs, affréteurs, constructeurs

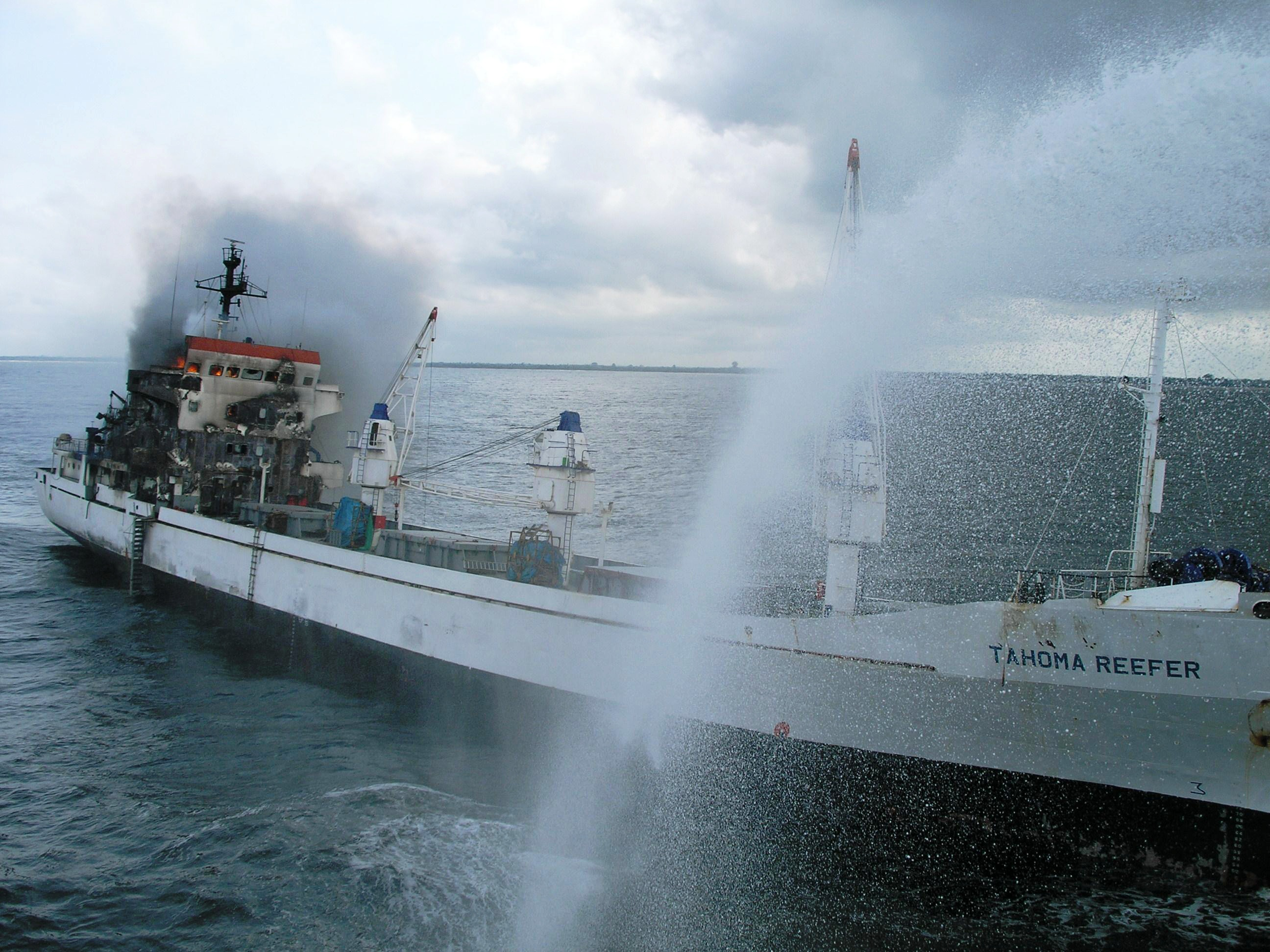
Navire frigorifique estonien Tahoma Reefer en feu dans le port de Monrovia ; il fut secouru par un navire du Military Sealift Command.

L'armement néerlandais Seatrade est un des plus grands noms dans le domaine des navires frigorifiques, avec 150 navires dont un grand nombre de plus de 500 000 pieds cubes, pour un total de 55 millions de pieds cubes (30 % de la flotte mondiale). Juste après vient l'association entre le danois Lauritzen et le japonais NYK sous le nom NYKLauritzenCool, exploitant 60 navires pour 13 % de la flotte mondiale. Suivent Alpha Reefer Transport (9 %), Eastwind (7 %), Star Reefers (42 navires, 21 millions de pieds cubes, 7 %) et Green Reefers (42 navires, 6 %). 
On peut également noter United Reefers, pool britannique réunissant notamment Vroon, Sun Group ou Perseverance Marine qui affrète 35 unités ; l'allemand MPC (Münchmeyer Petersen Steamship) qui exploite une trentaine de navires, et Baltic Reefers avec 21 navires. Il existe aussi Atlanship SA (en) qui gère six navires transporteurs de jus d'orange depuis le Brésil.
Avec seulement 15 unités en commande en 2005 (soit 2,34 millions de pieds cubes), il ne reste plus beaucoup de chantiers ayant les compétences nécessaires ; le japonais Shikoku Yard fait partie de ces rares chantiers. En conséquence, le prix d'un navire frigorifique neuf est assez élevé par rapport à un cargo conventionnel.

## Architecture

### Caractéristiques uniques
Tous les navires réfrigérés à l'exception des porte-conteneurs disposent d'espaces isolés, dont la température est contrôlable. De nombreux ponts intermédiaires sont en place pour maximiser la surface disponible. Pour pouvoir utiliser des palettes, il faut une hauteur entre les ponts de 2,20 mètres au minimum.
La quantité de marchandises transportées s'exprime en général non pas en tonnes, mais en mètres cubes, (bien que les affréteurs restent souvent encore attachés aux mesures en pieds cubes : CuFeet ; 1 pied cube = 0,028 3 m3, 1 m3 = 35,3 pieds cubes) puisque c'est souvent la capacité qui limite le chargement. Pour les transporteurs de palettes, on parle parfois en mètres carrés, puisque c'est alors la surface disponible qui limite la quantité de palettes emportées. Pour les porte-conteneurs, on compte la capacité en EVP (voir l'article Porte-conteneurs).
Les marchandises transportées ont souvent une grande valeur, et doivent arriver le plus rapidement possible au port de déchargement ; pour ces raisons, les navires réfrigérés ont souvent une vitesse assez élevée. Ils disposent aussi de moyens de réfrigération et de ventilation impressionnants, et souvent d'alternateurs ou de générateurs[réf. nécessaire] puissants.

### Disposition générale

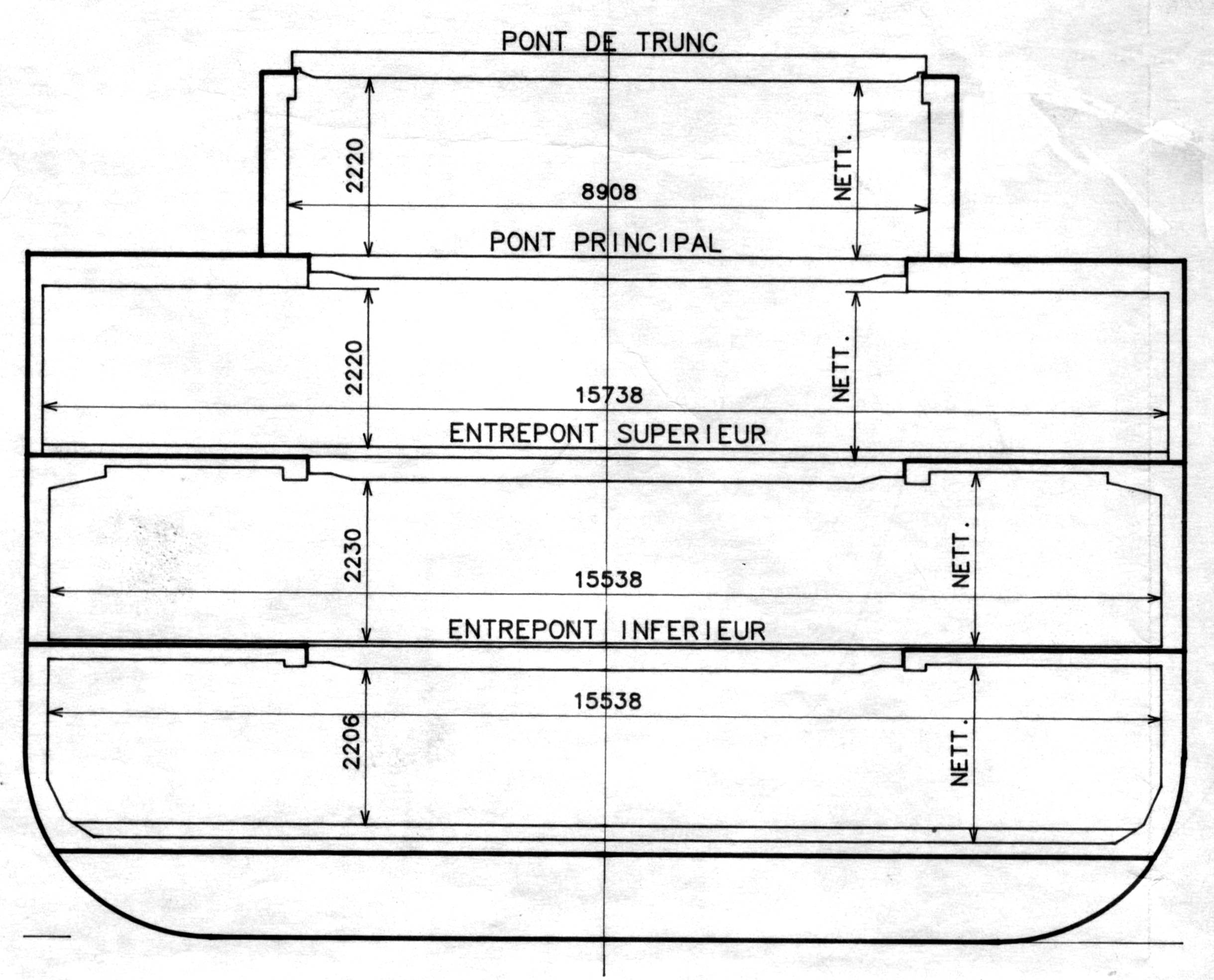
Coupe d'un reefer prévu pour palettes : 2.20 m sous barrots.

La salle des machines et la superstructure ont été progressivement déplacées dans les cinquante dernières années, du milieu du navire jusqu'à l'arrière. Actuellement[Quand ?], tout se trouve à l'arrière, laissant libres les espaces au milieu du navire pour les cales, qui sont alors plus vastes et plus carrées. Ces navires sont divisés longitudinalement en deux à six cales, et verticalement par un à quatre ponts intermédiaires.
La longueur totale varie entre 60 et 165 mètres, mais la plupart des reefers font plus de 100 mètres, à l'exception des congélateurs qui font tous moins de 90 mètres, et de certains navires chargeant des palettes qui font moins de 85 mètres. Les cales font toutes moins de 30 mètres de long, à la fois pour des raisons de stabilité après avarie (en cas d'inondation) et de ventilation. La cale avant, de volume restreint à cause de la forme de la proue, est souvent prolongée en hauteur par un entrepont supérieur supplémentaire dans le gaillard.
Historiquement, ces navires possédaient quatre cales, car les dockers venaient en quatre équipes pour le déchargement ; ces cales devaient aussi être de taille similaire, pour garder des horaires proches entre les équipes. Le plancher des cales est en général recouvert d'un isolant, historiquement en bois, et maintenant en aluminium, plus pratique pour le nettoyage et la circulation des chariots élévateurs. L'isolant occupe une hauteur de 13  à   16 centimètres. Les ponts ont une hauteur de 2,20 mètres (du sol jusqu'à la limite inférieure des renforts), afin de pouvoir laisser passer les palettes.

### Forme

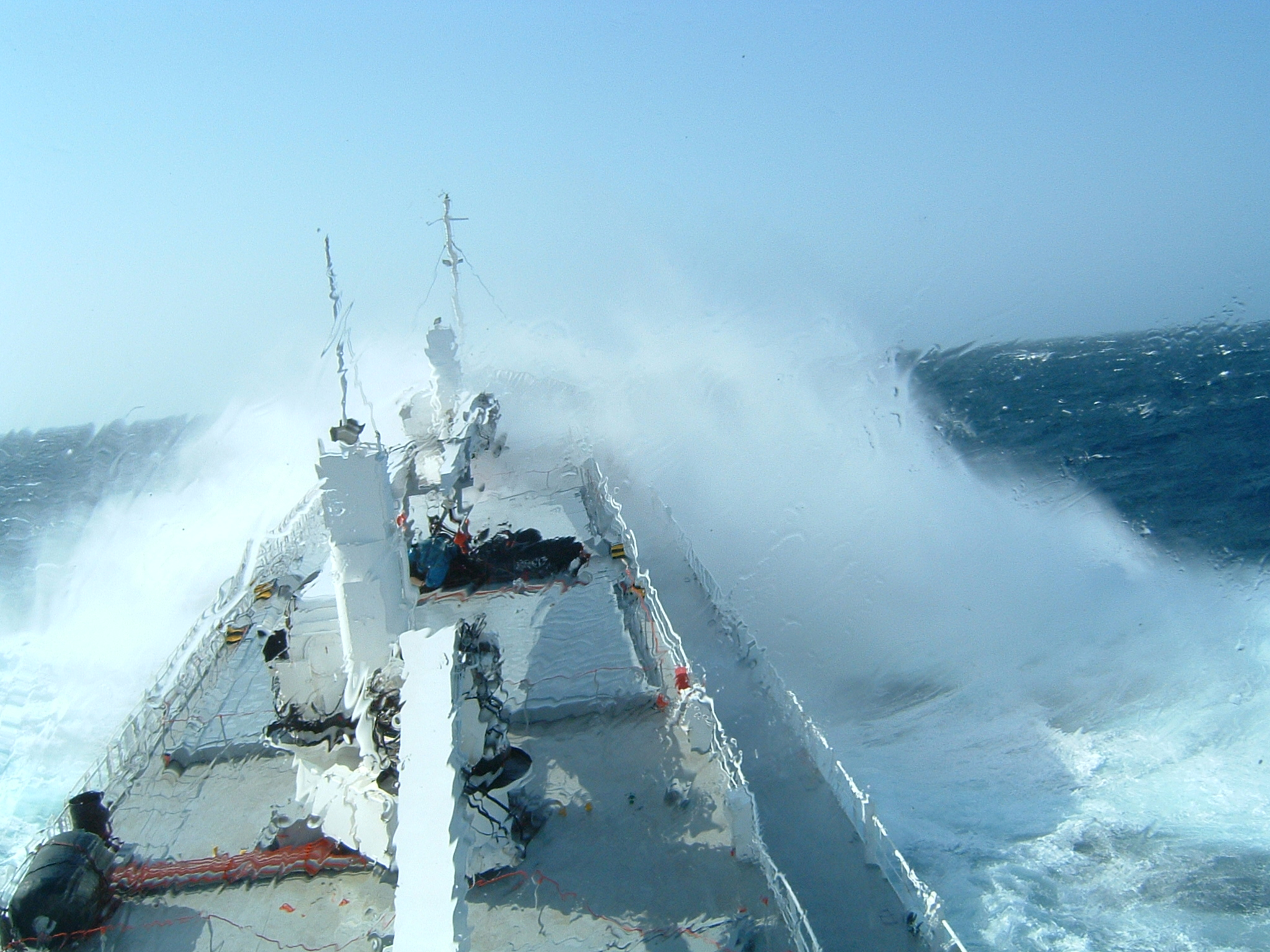
Navire frigorifique en route dans le mauvais temps.

Les amateurs de navires considèrent souvent les navires frigorifiques comme parmi les plus beaux bateaux. Ces navires possèdent souvent une étrave à guibre (à courbure concave) et des lignes soignées à l'avant comme à la poupe, caractéristiques de la grande vitesse requise. Leur coque était et est encore souvent peinte en blanc, tout comme les superstructures.
Étant donné la nature périssable (et coûteuse) des marchandises transportées, ces navires vont à une grande vitesse par rapport aux autres navires de charge : les coques sont allongées, les formes sont fines à l'avant comme à l'arrière, les coefficients de bloc et prismatique sont faibles. Une proue et des francs-bords élevés permettent au navire de continuer sa route même dans le mauvais temps. Les vitesses vont de 12 à 13 nœuds pour les plus petits navires, et 19 à 23 nœuds pour les plus grands.
La structure n'est pas différente en général des cargos habituels (voir l'article cargo polyvalent) ; cependant, certains endroits pouvant être soumis à d'importantes différences de température, et les matériaux doivent être choisis en fonction. La coque est construite en acier, et les citernes en acier inoxydable.

### Machinerie

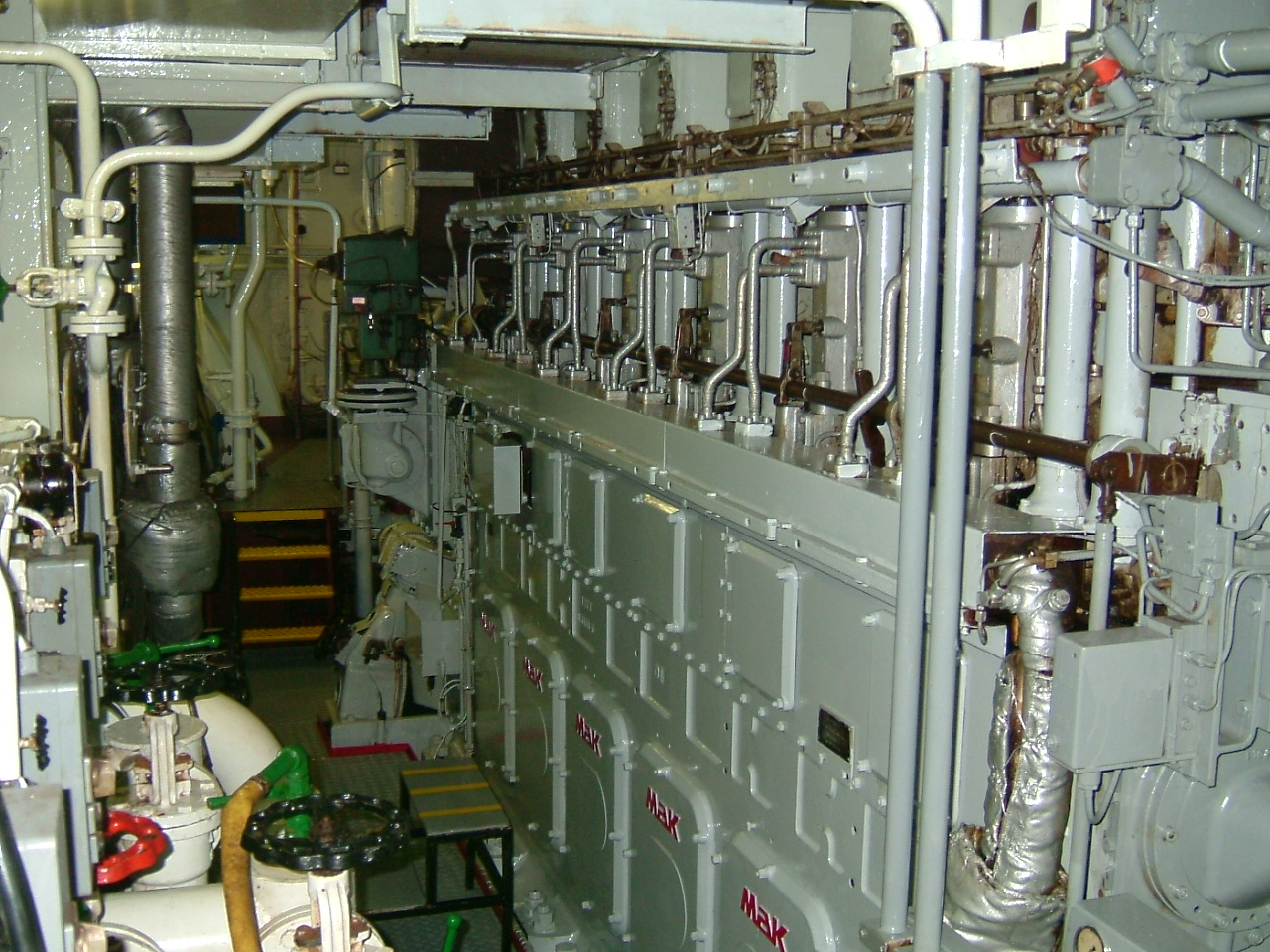
Moteur principal MAK.

La plupart des navires de plus 120 mètres de long possèdent un unique moteur Diesel à deux temps, entraînant une hélice à pas fixe sans réducteur. Les plus petits navires ont en général deux Diesel quatre-temps, entraînant une hélice unique (souvent à pas variable) par l'intermédiaire d'un réducteur.
Pour la génération d'électricité, on trouve en général trois ou quatre alternateurs Diesel ; sur certains, un alternateur est ajouté sur l'arbre du moteur principal (appelé « alternateur attelé » ou shaft generator en anglais) ; le moteur est alors redimensionné, en ajoutant un cylindre.

## Gestion de la cargaison

### Les cales (tranches verticales)

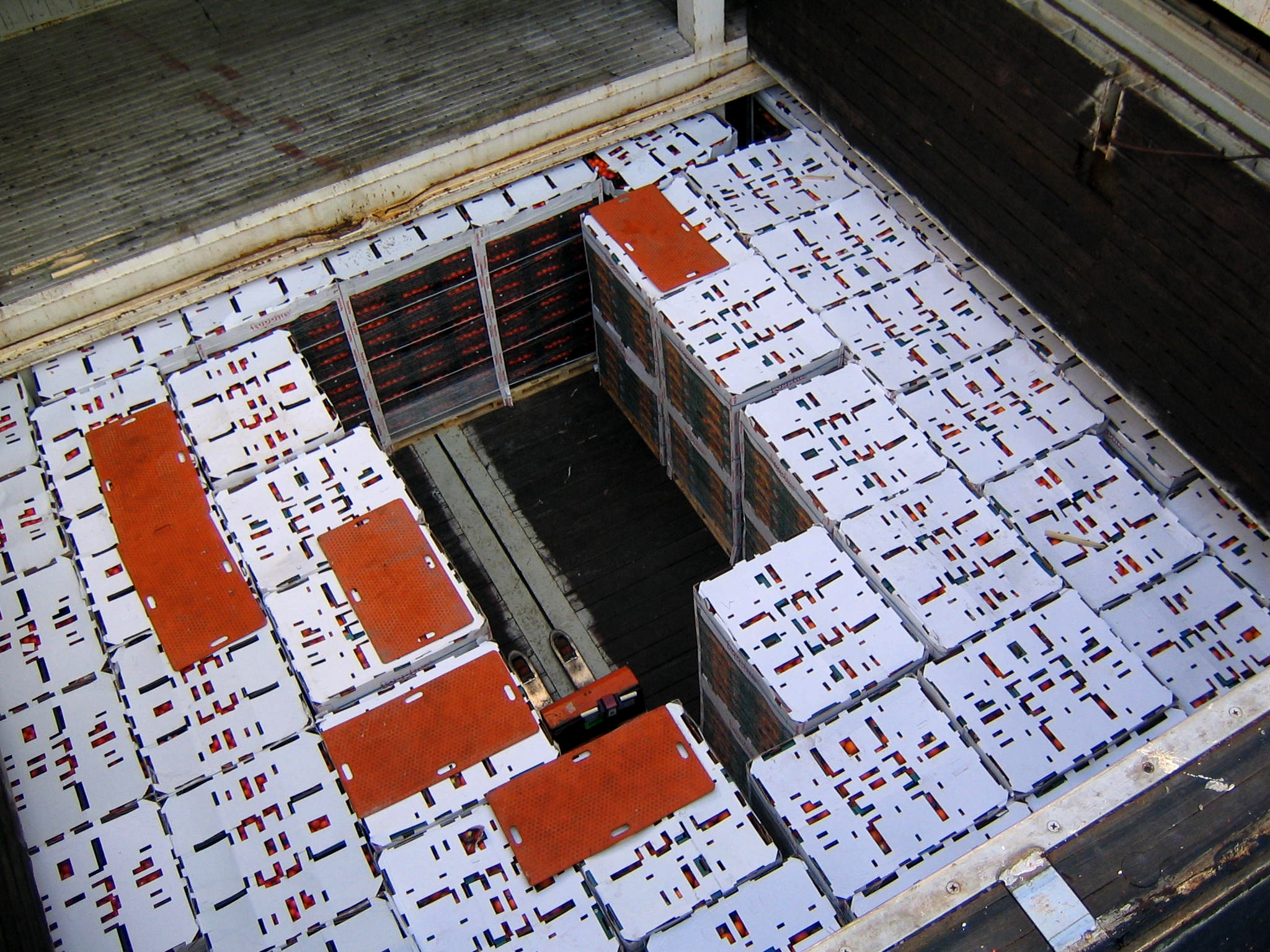
Chargement d'un entrepont en palettes de fruits.

Les parois de chaque cale sont entièrement isolées, ce qui inclut les ponts, les panneaux de cale, les cloisons, mais également les hiloires du pont supérieur. Chaque cale est de plus divisée en deux zones de température différente, en isolant la face inférieure d'un des ponts intermédiaires. Ainsi, des marchandises de températures différentes peuvent être stockées dans la même cale. Avec quatre cales, un navire peut avoir huit températures différentes et autant de cargaisons variées, ou emporter un mélange de marchandises réfrigérées et standard. Les tranches sont numérotées de « 1 » à « n », en commençant par l'avant du navire. Dans chaque tranche les compartiments sont repérés par une lettre à partir de « A », en commençant par le haut. Le compartiment « 3B » se trouve donc dans la troisième tranche en partant de l'avant et en deuxième position en partant du haut.
L'isolation se fait de différentes façons : au niveau du plafond de ballast, des blocs de polyuréthane sont placés entre des soutiens en bois et recouverts de planches de contreplaqué. Les autres zones (flancs, cloisons, ponts…) sont isolées avec de la laine de roche d'une épaisseur de 50 mm au moins, placée entre des soutiens en bois et couverts de panneaux de contreplaqué ou d'aluminium. L'épaisseur totale de l'isolation peut atteindre 200 à 300 mm, afin de recouvrir tous les éléments de la structure interne pour que les parois soient lisses.
Les cales des porte-conteneurs n'ont aucune isolation spéciale, les conteneurs étant eux-mêmes réfrigérés ; ils disposent en revanche de cellules-guides pour le chargement des conteneurs.

### Refroidissement et ventilation
La réfrigération s'effectue généralement par circulation d'air refroidi à travers le compartiment, de façon continue, afin de maintenir la température. Sur les reefers modernes, le principe est le suivant : chaque compartiment possède une petite salle à son extrémité où sont situées les batteries frigorifères, derrière une mince paroi de contreplaqué. L'air chaud provenant du compartiment entre par des ouvertures grillagées en hauteur, est refroidi à son passage dans les batteries frigorifères, puis est réintroduit en bas du compartiment par des ventilateurs. La circulation forcée d'air frais peut se faire par deux moyens :
1. l'air circule simplement sous le compartiment dans des grilles arrangées longitudinalement, et rentre dans le compartiment grâce à de petites ouvertures (système ductless, sans conduites) ;
2. l'air est réintroduit par des conduites descendantes dans le côté du compartiment, puis par des grilles transversales (système Robson).

Le deuxième système prend plus de place mais assure une meilleure distribution de la température. Dans tous les cas, l'air remonte du plancher vers le plafond.
La ventilation d'une marchandise congelée se fait à petite vitesse (brassage à 30 à 60 fois le volume du compartiment chaque heure), alors que la ventilation d'une marchandise réfrigérée se fait à grande vitesse (90 fois le volume du compartiment par heure). Les nombreux ventilateurs électriques sont généralement prévus pour deux vitesses. Outre ce brassage d'air, dans le cas d'une cargaison « vivante », l'air du compartiment doit être renouvelé par de l'air frais extérieur 1,5 à 2,5 fois par heure, en effet les fruits (bananes, pommes, etc.) dégagent du dioxyde de carbone et de l'éthylène, deux gaz qui forcent le mûrissement, il convient de limiter le phénomène en diminuant leur pourcentage dans l'air ambiant.

### Système de réfrigération

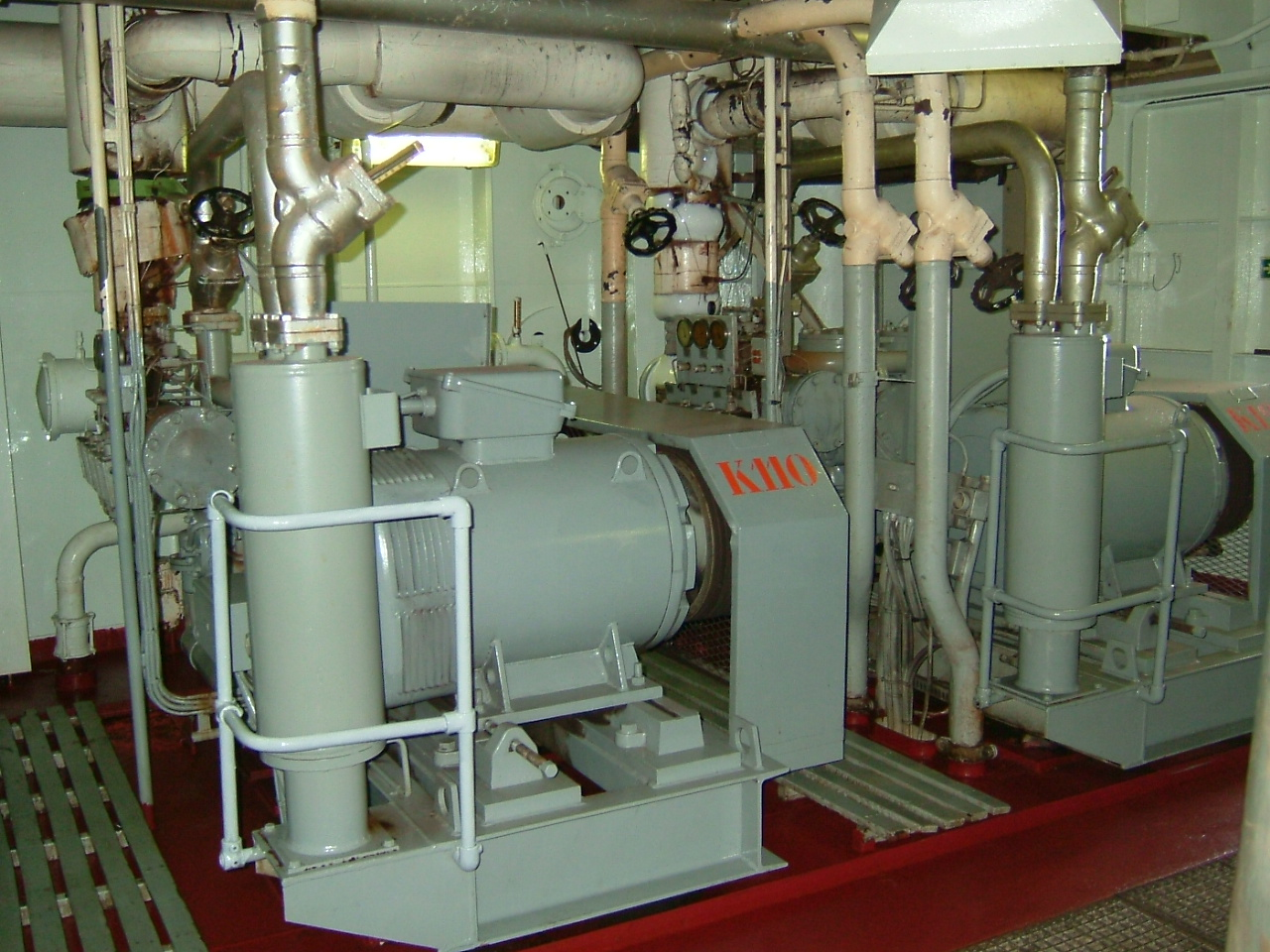
Compresseurs frigorifiques / moteurs électriques d'entraînement.

Schéma général de fonctionnement : 1 condenseur / 2 détendeur / 3 évaporateur / 4 compresseur.

Les systèmes de réfrigérations embarqués sont similaires aux installations à terre, à quelques exceptions près : ils sont plus compacts et légers, doivent être plus fiables (une panne étant moins facilement réparable), les domaines d'opérations sont plus étendus (par exemple pour un navire naviguant entre les tropiques et l'Europe du Nord), ils doivent être résistants à la corrosion marine ainsi qu'aux vibrations du bord. Le système de réfrigération doit compenser l'apport de chaleur entraîné par :
- les pertes à travers les parois ;
- la chaleur de respiration des fruits ;
- l'apport d'air extérieur à refroidir, quand l'air doit être remplacé (pour remplacer la production de CO2 des fruits) ;
- les fuites ;
- il doit également assurer la descente en froid d'une cargaison après son chargement.

Deux systèmes existent pour refroidir l'air :
1. refroidissement direct par évaporation directe du liquide réfrigérant ; ce système est plus léger, moins coûteux, et aussi plus efficace, mais pose le risque de fuite du réfrigérant et donc que la cargaison soit endommagée (sans parler de risques pour l'équipage ou l'environnement) ;
2. refroidissement indirect par de la saumure qui sert d'intermédiaire vers les échangeurs de chaleur du compartiment. Ainsi, le réfrigérant ne pénètre plus dans l'espace cargaison et ne peut endommager celle-ci ; les tuyauteries sont plus courtes et les fuites sont détectées plus facilement. En revanche, il faut ajouter une pompe à saumure aux équipements, et compenser la perte de chaleur dans ce système intermédiaire. La différence de température entre les échangeurs et l'air ambiant est de 4  à   6 °C plus élevée qu'avec le premier système, d'où une plus grosse et plus lourde installation.

L'ammoniac (NH3) est très utilisé récemment comme liquide réfrigérant, notamment après l'interdiction du Fréon et autres hydrochlorofluorocarbures (HCFC) en raison des conséquences environnementales de leur éventuel rejet à l'atmosphère. Il est prévu que le dioxyde de carbone soit utilisé par la suite. Quant à la saumure, il s'agit généralement d'une solution de 25 % en masse de chlorure de calcium (CaCl2) dans de l'eau ; le mélange ne gèle pas jusqu'à des températures inférieures de 10 °C à la température d'évaporation.
Une installation typique comprend trois à cinq compresseurs installés dans une salle réservée à cet effet. Dans le cas d'un refroidissement indirect, on trouve une salle à saumure contenant l'échangeur de chaleur, les pompes et tuyauteries associées. Les compresseurs sont du type à vis sur les grands navires, et alternatifs (à pistons) sur les petits. Les systèmes modernes sont entièrement automatisés et contrôlés par ordinateur. Des capteurs vérifiant les pressions et températures, des automatismes se chargeant de réguler la quantité de liquide réfrigérant distribuée ainsi que la puissance développée par les compresseurs.

### Manutention

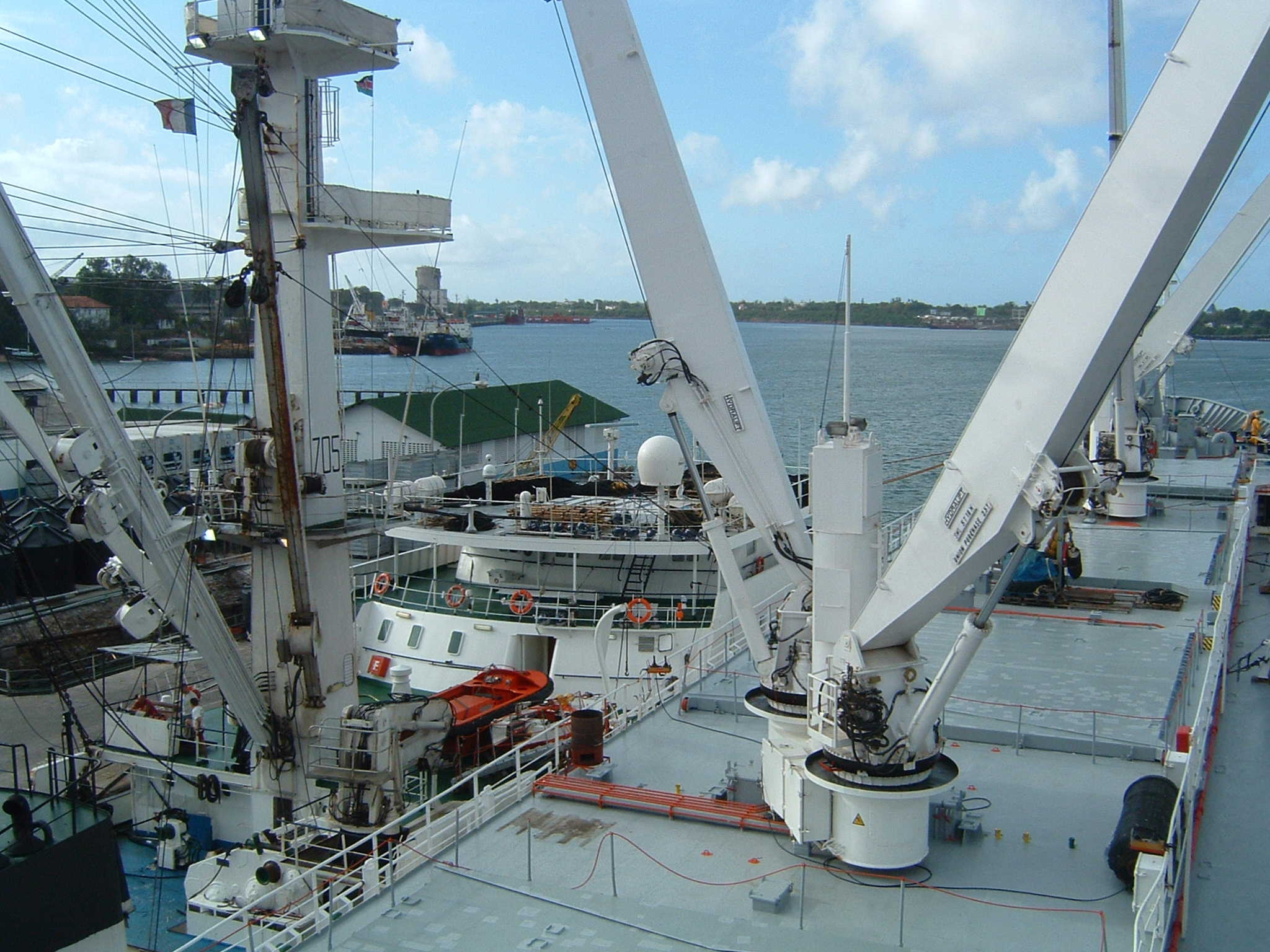
Grues pivotantes, contrôlées par vérins.

La majorité des navires frigorifiques est équipée de grues, pour pouvoir décharger ou charger la cargaison dans des ports peu équipés. Les mâts de charge sont en voie de disparition, au profit des grues électro-hydrauliques, d'une capacité typique de 34 à 36 tonnes (soit un conteneur de 40 pieds chargé au maximum), parfois équipé d'un spreader pour saisir les conteneurs ou d'équipements spécialisés pour charger / décharger les palettes plus rapidement. Certains porte-conteneurs réfrigérés disposent d'un portique à la place d'une grue, d'une capacité de 40 tonnes.
Avant le chargement, les cales sont pré-réfrigérées ; les marchandises le sont parfois au port (comme pour les pommes, les poires ou la viande par exemple). Les grues (du port ou du navire) chargent les palettes à bord à travers les écoutilles, puis des chariots élévateurs répartissent les palettes sur les ponts. La séquence est inversée lors du déchargement. Après le déchargement, il peut y avoir besoin de nettoyer les cales, ce qui se fait à l'eau douce, qui est évacuée à travers les caillebotis, puis les grilles (filtrantes) de puisards de cale.
Les transporteurs de jus de fruits déchargent leur cargaison grâce à des tuyauteries, soit dans des installations spécialisées, soit directement dans des camions-citernes à cuves en acier inoxydable (opération bien plus lente).